# 380-talet f.Kr.

## Händelser
- 385 f.Kr. – Demokritos tillkännager att Vintergatan består av många stjärnor.

## Födda
- 384 f.Kr.
  - Aristoteles, grekisk filosof.
  - Demosthenes, grekisk talare.
- 382 f.Kr.
  - Filip II, kung av Makedonien 355-336 f.Kr.
  - Antigonos I Monofthalmos, makedonisk satrap.
- 380 f.Kr.
  - Dareios III, kung av Persiska riket (född omkring detta år).
  - Pytheas, grekisk upptäcktsresande, som kommer att utforska nordvästra Europa, inklusive Brittiska öarna (född omkring detta år).

## Avlidna
- 385 f.Kr. - Aristofanes, grekisk komediförfattare.